# Kiefferia
Genre
Kiefferia est un genre d'insectes diptères de la famille des Cecidomyiidae.

## Liste des espèces
Ce genre comprend deux espèces selon GBIF (5 mai 2021) :
- Kiefferia coprosmae Barnes & Lamb, 1954
- Kiefferia pericarpiicola (Bremi, 1847)

## Systématique
Ce genre est décrit par l'entomologiste tchèque Josef Mik en 1895 qui le nomme Kiefferia, pour l'espèce Kiefferia pericarpiicola, classée avant lui dans le genre Cecidomyia sous le protonyme Cecidomyia pericarpiicola.